# Сандак
Сандак је у грчкој митологији био син Астинојев син и Фаетонтов унук.

## Митологија
Он је из Сирије прешао у Киликију где је основао град Келендерис. Према Аполодору, он је са Фарнаком имао сина Киниру. Неки извори га наводе као Сандока и Астинојевог унука.